# III управление Министерства внутренних дел Венгрии
III департамент Министерства внутренних дел (венг. Belügyminisztérium III. Főcsoportfőnökség), также известный как Департамент государственной безопасности Министерства внутренних дел (венг. Belügyminisztérium Állambiztonsági Szervek) — тайная полиция Венгерской Народной Республики, созданная после того, как Управление государственной безопасности (AVH) было расформировано в 1956 году. III департамент МВД называли также AVH из-за того, что департамент заменил управление во время Венгерского восстания 1956 года.
Архивные данные, связанные с Управлением государственной безопасности и III департаментом, доступны в Историческом архиве Службы государственной безопасности Венгрии.
По большей части в условиях «венгерской оттепели» III департамент действовал несколько более сдержанно, чем другие тайные полицейские агентства в восточном блоке, однако он по-прежнему оставался пугающим инструментом государственного контроля.

## История
В 1956 году Министерство внутренних дел создало Департамент II, чтобы заменить Управление государственной безопасности в качестве Департамента политических расследований, который работал с 1956 по 1962 год. Департамент был реорганизован под руководством Андраша Тёмпе из-за скандала, связанного с венгерским военным по имени Бела Лапушни, который в мае 1962 года попросил убежища на Западе через Австрию. С 1962 по 1964 год структура государственной безопасности была реорганизована, и отдел был переименован в MIA III.
Согласно заявлению Яноша Кенеди от 1 января 1971 года, в департаменте работало 3975 сотрудников, из которых 242 служили в отделе III/III. В заявлении также упоминалось, что в департаменте работало от 11 000 до 17 000 сотрудников Министерства внутренних дел.
В 1978 году вступила в силу статья 261 Уголовного кодекса Венгрии, предусматривающая правовые меры борьбы с терроризмом. В 1979 году Министерство внутренних дел Венгрии поручило отделу сотрудничать с полицией, поскольку борьба с терроризмом стала задачей государственной безопасности. Отделу III/II-8 было поручено взять на себя руководство подразделениями, участвующими в борьбе с терроризмом, включая отделы III/I, III/II, III/III и III/IV.
В начале 1980-х годов в связи с увеличением количества задач была проведена реорганизация всего аппарата государственной безопасности. Отдел III/I-8 был разделён на отделы III/II-9 и III/II-10. На отдел III/II-9 были возложены задачи по выдаче ордеров. Отдел III/II-10, сформированный из бывших подотделов III/II-8-B и C, был создан для борьбы с терроризмом, при этом контртеррористическая деятельность была возложена на подотдел III/II-10-A. Подразделение III/II-10 также сотрудничало с отделом по борьбе с терроризмом венгерской полиции, проводя периодические рейды на граждан Турции и арабских стран, подозреваемых в терроризме, арестовывая, высылая и возбуждая против них уголовные дела с целью выдворения из страны. К 1987 году Министерство внутренних дел собрало досье на Организацию международных революционеров (ОМР), Организацию Абу Нидаля, «Серых волков» и «Братья-мусульмане».
В 1980-х годах у венгерских властей были неоднозначные отношения с террористическими группировками. В 1970-х и 1980-х годах различные международные террористы находили временное убежище в Венгрии или пытались создать там базы для своей деятельности, например, баскские, турецкие, курдские, ирландские и другие группировки, хотя за ними велось наблюдение. Некоторым организациям была оказана государственная поддержка, например, Фронту освобождения Палестины в 1979 году были предоставлены танки Т-34 и обучение, хотя его лидер Мухаммад Заидан был вынужден покинуть Венгрию после захвата «Акилле Лауро» в 1985 году. Венесуэльскому террористу Карлосу Шакалу было разрешено действовать из штаб-квартиры в Будапеште в первой половине 1980-х годов, хотя органы государственной безопасности пристально следили за ним в рамках секретного расследования C-79 и пытались убедить его покинуть страну. После того, как 21 февраля 1981 года Карлос взорвал штаб-квартиру «Радио Свобода» в Мюнхене и под давлением Соединённых Штатов МИ-3 сотрудничала с чехословацкой и восточногерманской разведками, чтобы ограничить деятельность Карлоса по всей Восточной Европе и в конечном итоге выдворить его и его группу из Венгрии в 1985 году. В 1986 году, вероятно, из-за давления со стороны США, в рамках секретного расследования N-86, МИ-3 также участвовал в ликвидации венгерской базы АНБ. Переход от государственной терпимости к нетерпимости к террористам в 1980-х годах был обусловлен политическими причинами. По мере того как Венгрия открывала внешние границы для некоммунистических стран, в том числе для Израиля, и давление со стороны Советского Союза ослабевало, угроза терроризма для венгров возрастала, как и отдел по борьбе с терроризмом в 1989 году он тесно сотрудничал с японскими и южнокорейскими агентствами в расследовании деятельности Японской красной армии.
В январе 1990 года департамент был расформирован. Управление военной разведки и Управление военной безопасности были первыми посткоммунистическими разведывательными агентствами, созданными в качестве преемников Министерства государственной безопасности.

## Структура
МВД III было организовано в Министерстве внутренних дел Венгрии со следующей структурой:
- Отдел III/1 (Разведка)
  - III/I-1: Разведывательные данные против США и международных организаций
  - III/I-2: Внешняя разведка
  - III/I-3: Разведданные против Западной Германии
  - III/I-4: Разведка против Ватикана, Израиля и церковной эмиграции
  - III/I-5: Научно-техническая разведка
  - III/I-6: Информация, оценка и анализ
  - III/I-7: Разведывательные данные против групп эмигрантов
  - III /I-8: Разведывательные данные и использование нелегальных резидентур
  - III /I-9: Документация III /I-10: Личные дела, обучение и методология
  - III /I-11: Разведывательные данные против сторонних стран
  - III /I-12: Связи, регистрация, финансы и другие связанные задачи
  - III /I-13: Национальный центр шифрования, включая операции по шифвке / дешифровке
  - III /I-X: Организация оперативной связи
  - III /I-Y: Охрана иностранных представительств и резидентур
- Отдел III/2 (контрразведка)
  - III/II-1: Контрразведка против США и Латинской Америки
  - III/II-2: Контрразведка против Австрии и Западной Германии
  - III/II-3: Контрразведка против НАТО и нейтральных стран
  - III/II-4: Контрразведка против стран Ближнего Востока и Дальнего Востока
  - III/II-5: Трансграничные оперативные меры
  - III/II-6: Меры защиты военной промышленности, транспорта, связи, органов власти и министерств
  - III/II-7: Меры реагирования в областях международного сотрудничества
  - III/II-8: Меры защиты в сфере туризма и для венгров, возвращающихся по амнистии
  - III/II-9: Анализ, оценка и информация
  - III/II-10: Международное сотрудничество и меры реагирования в третьих странах
  - III/ II-11: Новостные сообщения, оперативные отчеты и материалы
- Отдел III/3 (Внутреннее реагирование и саботаж)
  - III/III-1: обычно действует совместно с отделом III/I против церквей/религиозных сект, в том числе бывших священников/монахов в группах эмигрантов
    - II/III-1-a: Внутреннее противодействие Римско-католической церкви
    - III/III-1-b: Внутреннее противодействие институтам Римско-католической церкви
    - III/III-1-c: Внутреннее противодействие протестантским и другим религиозным группам

  - III/III-2: Профилактические меры среди молодёжи в университетах, колледжах, молодёжных клубах, галереях и т. д.
    - III/III-2-a: Профилактические меры в высших учебных заведениях
    - III/III-2-b: Операции против реакционных сил, выступающих против молодёжи

  - III/III-3: Деятельность по контролю за лицами, считающимися опасными
    - III/III-3-a: Проверка досье, в основном бывших политических заключённых
    - III/III-3-b: Проверка листовок и граффити

  - III/III-4: Меры противодействия оппозиционным группам
    - III/III-4-a: Меры против радикальных оппонентов
    - III/III-4-b: Наблюдение за должностными лицами Венгерской социалистической рабочей партии (ВСРП), троцкистами и псевдо-левыми
    - III/III-4-c: Меры противодействия национальным оппозиционным группам

  - III/III-5: Защита культурных ценностей 
    - III/III-5-a: Превентивные меры в отношении Венгерского радио и телевидения, MTI, MUOSZ и Союза писателей
    - III/III-5-b: Превентивные меры в отношении групп, связанных с изобразительным искусством, музыкой, музеями, театрами, цирками, Венгерской академией наук, кино, университетами, колледжами, гомосексуалистами и демонстрациями против плотины Бос-Надьямарош

  - III/III-6: Операции по предотвращению распространения враждебных пропагандистских материалов
  - III/III-7: Служба отчетности, внутреннее устранение неполадок, хранилище данных и ведение документации
  - III/III-8
    - III/III-A: Операции по защите должностных лиц HSWP
    - III/III-B: Независимый анализ, оценка и информация
- Отдел III/4 (Военное действия)
  - III/IV-1: Ответные меры в отношении центральных органов и войск Генерального штаба Венгерской народной армии, а также военных округов министерств
  - III/IV-2: Ответные меры в отношении округов центральных органов Министерства обороны, штабов вооруженных сил, учреждений и подчиненных войск
  - III/IV-3: Профилактические меры в 5-й армии
  - III/IV-4: Профилактические меры в противовоздушной обороне
  - III/IV-5: Профилактические меры в 3-м корпусе
  - III/IV-6: Превентивные меры в тыловых подразделениях
  - III/IV-7: Превентивные меры в пограничных районах
  - III/IV:
    - Подразделение по координации действий бежавших солдат и гражданского персонала, планированию и осуществлению централизованного контроля
    - Отдел оценки, анализа, обработки данных и пропаганды
    - Подразделение подготовки к боевым действиям — разведка в предполагаемых районах применения Венгерской народной армии (Италия, Австрия)
    - Организационное, мобилизационное и информационное подразделение
- Отдел III/5 (Технические операции)
  - III/V-1: Проверки класса K
  - III/V-2: Химия, полиграфия и производство документов
  - III/V-3: Техническое обслуживание и эксплуатация рабочего и технического оборудования
  - III/V: Независимая оценка, мониторинг, экспертные и экономические подразделения
- Департамент III/1 (Следственный отдел)
  - III/1-A: Контрразведка
  - III/1-B: Превентивные меры внутренней реакции
  - III/1-C: Военные вопросы
  - III/1-D: Оценка, анализ и записи
  - III/1-E: Юридические заключения и решения
  - III/1-F: Тюремные операции и сети
  - III/1-G: Наблюдение
  - III/2: Отдел оперативного мониторинга и анализа окружающей среды
  - III/3: Перехват почтовых отправлений
  - III/4: Отдел информации, оценки и международных отношений (обычные перехваты)
  - III/5: Отдел радиоперехвата
  - III/6: Отдел кадров

## Внешние ссылки
- Historical Archives of State Security Services